# 愛宕神社 (所沢市狭山ヶ丘)
愛宕神社（あたごじんじゃ）は、埼玉県所沢市狭山ヶ丘一丁目にある神社。狭山ヶ丘の氏神だが、宗教法人ではない。祭神は愛宕地蔵尊。火伏せ、家内安全、子育て、商売繁盛にご利益があるという。例祭は7月23日（宵宮）、24日（本宮）に行われている。

## 由緒
西武池袋線狭山ヶ丘駅西口すぐに位置する。もともとは川越にあり、林村（現・所沢市林）の個人が所有していた。所有者が自分の屋敷内に安置しようと牛車で運んでいたとき、林新田（現・所沢市東狭山ヶ丘一丁目）の所有山林で牛が動かなくなったので、この地に神様が住みたいのだろうと思い、祠を建てた。その後、荒廃していたが、1921年（大正10年）7月に狭山ヶ丘の住民がこの地の鎮守にしようと所有者から譲り受け、現在地に遷座した。

## その他
- 神体は地蔵だが、明治初年の神仏分離の際は分離を免れたといわれている[1]。
- 大正生まれの人が子どもの頃に古老から聞いた話によれば、かつて当社の隣に信心深い武蔵野鉄道の工夫が住んでいた。仕事帰りに大怪我をして歩けなくなったとき、愛宕様らしき大男に背負われ、気付いた時には当社の裏にいたという[5]。

## 交通アクセス
- 埼玉県所沢市狭山ヶ丘一丁目

西武池袋線狭山ヶ丘駅西口徒歩1分。